# ACMAT
ACMAT (fra. Ateliers de Construction Mécanique de L'Atlantique, također poznat i kao ALM-ACMAT) francuski je proizvođač cross-country i taktičkih vojnih vozila od 1958. godine. Vozila su poznata po svojoj pouzdanosti, jednostavnosti i robusnosti, dok je 80% proizvodnje izvorno namijenjeno afričkim i azijskim zemljama koje si nemogu priuštiti skuplja vozila.
Tvrtka ACMAT gradnju svojih vozila temelji na standardizaciji, tako da vozila proizvedena u posljednjih 30 godina koriste slične dijelove i komponente, koji među vozilima mogu biti kompatibilni. Vozila međusobno imaju slične dijelove poput: kabine, strukturalnih komponenti i motora. Zbog toga je lako doći do rezervnih dijelova, jer ACMAT na svim proizvedenim linijama vozila koristi mnogo, međusobno sličnih dijelova.
Od poznatijih vozila tvrtke ACMAT tu su modeli oklopnih vozila VLRA s 4x4 i 6x6 pogonom. Osim vojski diljem Azije i Afrike, ACMAT-ova vozila koriste mnoge francuske vatrogasne postrojbe, najčešće zbog niže cijene i 4WD sposobnosti.
Tvrtka ima široki raspon proizvodnje, tako da osim vojnih vozila, proizvodi i prikolice, skloništa i generatore.
85 % proizvodnje ACMAT-a namijenjeno je inozemnoj prodaji. Tako tvrtka godišnje izveze 12.000 vozila. 22. svibnja 2006. godine, ACMAT kupuje podružnica Renaulta - Renault Trucks.

## Vozila

### ALTV
ALTV (fra. Airtransportable Véhicule Tactique Léger) je pick-up vozilo od ACMAT-a. Dolazi u dvije verzije: jednosjednom kabinom ili kabinom za vozača i posadu.

### VLRA
VLRA (fra. Véhicules de liaison, de reconnaissance et d'appui) je vozilo namijenjeno različitim namjenama. Tako postoje modeli namijenjeni za izviđanje, pratnju ili podršku. Vozilo je dostupno u 4x4 i 6x6 varijantama.

#### 4x4 varijante
Ove varijante dostupne su u različitim dužinama vozila: kratka i duga šasija. Modeli s kratkom šasijom dostupni su u dužinama od 3.3, 3.6 i 3.9 m, te težinama od 1.500 do 2.500 kg. Modeli s dugom šasijom dostupni su u dužinama od 4.2 i 4.3 m, te težinama vozila od 2.500 do 3.500 kg.
Modeli 4x4 varijate:
- TPK 4.15 SM3 - transport 12 ljudi
- TPK 4.15 STL - vozilo s općom namjenom prijevoza
- TPK 4.15 FSP - ophodno vozilo za duge udaljenosti
- TPK 4.15 LRM - vozilo za transport i lansiranje više raketa
- TPK 4.15 ASPIC - nosač oružja
- TPK 4.15 PACF - nosač oružja
- TTK 4.20 BL - oklopna varijanta
- TPK 4.20 SC - varijanta s tankerom od 2.500 l
- TPK 4.20 PCR - varijanta sa sustavom radio komande
- TPK 4.20 SL7 - lagano vozilo za popravak na terenu
- TPK 4.20 SM2 - transport trupa
- TPK 4.20 SAM - ambulantna varijanta
- TPK 4.20 SM3 - vozilo s "gunshipom" od 2.5 t
- TPK 4.20 VCT - komandno vozilo
- TPK 4.20 VPL2 - izviđačko vozilo
- TPK 4.20M ALM - transport tereta
- TPK 4.25 SAm - ambulantna varijanta
- TPK 4.30 BUS - autobus za prijevoz 28 putnika (kratka šasija) ili 34 putnika (duga šasija). Također, može se preraditi u zapovjedno vozilo
- TPK 4.30 SAM - vozilo dizajnirana kao pokretna radionica
- TPK 4.35 SCM - transport trupa
- TPK 4.35 SM2 - kamion
- TPK 4.35 VPC - vozilo za zaštitu konvoja / nosač oružja

#### Modeli 6x6 varijante
- TPK 6.35 TSR - polukamion s mogućnošću vuče prikolice s 8 do 10 tona tereta
- TPK 6.40 SB - kiper kamion sa zapreminom od 6.000 litara
- TPK 6.40 SC - tanker kamion sa zapreminom od 4.000 litara
- TPK 6.40 SG - kamion nosač
- TPK 6.40 SM2 - 6x6 vozilo za transport trupa
- TPK 6.40 SM3 - vozilo na koje se može priključiti 105 mm haubica
- TPK 6.40 SWT - vozilo za popravak
- TPK 6.50 BL - oklopna varijanta dostupna kao oklopno vozilo za prijevoz posade ili tereta
- TPK 6.50 SH - kamion nosač
- TPK 6.60 SH - kamion nosač

### VLRB
VLRB (fra. Véhicule de Liaison et de Reconnaissance Blinde) model TCM 420 BL 6 pokretan je s Cummins turbo-diesel Euro 3 motorom od 4 cilindra. Motor ima snagu od 125 kW (167 KS) te postiže 2.500 okretaja u min. Vozilo ima pet stupanjski mjenjač s dvije brzine. Transport kamiona može se obaviti pomoću transportnih aviona. Avion Transall C-160 može prenijeti jedan, a C-130 Hercules dva VLRB kamiona.
Oklopne varijante mogu biti naoružane s 12,7 mm teškom strojnicom ili 20 (30) mm automatskim topom.
- FCLV - oklopno vozilo britanske vojske. Britanska tvrtka koja je dizajnirala to vozilo ponudila, je mogućnost partnerstva francuskom ACMAT-u, tako da je FCLV vozilo zapravo bitno izmijenjena varijanta VLRB-a. Talijanski proizvođač IVECO u konačnici je preuzeo proizvodnju britanske verzije.

### VLA
VLA (fra. Véhicules logistiques de l'avant) je vojno vozilo s 4x4, 6x6 i 8x8 pogonom. Ovisno o verziji, VLA ima nosivost od 4.000 do 8.000 kg. Primarno je dizajniran za prijevoz tereta na paletama.

#### VLA modeli
- WPK 4.40 SH/STL - vozilo s 4x4 pogonom, služi prijevozu tereta na paletama
- WPK 6.65 SH/STL - vozilo sa 6x6 pogonom, služi prijevozu tereta u konejneru / na paletama, tzv. "Hunter" sustav
- WPK 6.65 APL - vozilo koje služi prijevozu tereta u spremnicima / na paletama
- WPK 8.75 SH - vozilo s 8x8 pogonom, služi prijevozu tereta u spremnicima.

## Varijante
Tvrtka ACMAT nudi preko 70 različitih varijanti svojih vozila, koja uključuju: naredbena vozila, komando vozila, policijska vozila, vozila za transport ljudi, vatrogasna vozila, ambulantna vozila, nosače oružja, nosače minobacača, komunikacijska vozila, cross-country autobuse, vozila radne stanice (pokretne mehaničarske radionice na terenu), vozila s dizalicama, borbena vojna vozila, tankerska vozila (sa spremnicima za vodu i sl.), polukamioni, nosači za lansiranje više raketa, deponij kamione i dr.

## Karakteristike
ACMAT, ovisno o zahtjevu tržišta, nudi vozila s različitim karakteristikama:
- 2 ili 4 vrata
- meki ili tvrdi krov
- ručni ili automatski mjenjač
- volan na lijevoj ili desnoj strani
- oklopljeno ili neoklopljeno vozilo
- ugradnja / neugradnja grijača
- ugradnja / neugradnja klima uređaja
- ugradnja / neugradnja NBC obrambenog sustava.

## Izvoz
Osim na domicilnom francuskom tržištu, ACMAT svoja vojna vozila prodaje i na afričkom tržištu gdje je prisutan više od šezdeset godina. To je za tvrtku veoma važno područje jer mu ono donosi 80% ukupne zarade (preostalih 20% otpada na Europu, Aziju i Bliski istok). Također, proširena je prisutnost s frankofonih na engleska govorna područja. Od afričkih klijenata to su Angola, Benin, Bocvana, Burkina Faso, Čad, Ekvatorijalna Gvineja, Kenija, Kongo, Mali, Mauritanija, Mozambik, Niger, Obala Bjelokosti, Togo i Zambija.

## Vanjske poveznice
- Službena ACMAT-ova web stranica  Arhivirana inačica izvorne stranice od 1. veljače 2010. (Wayback Machine)
- Renault Trucks Defense  Arhivirana inačica izvorne stranice od 5. listopada 2006. (Wayback Machine)
- (fr.) Slike vatrogasnih vozila